# خان التمر
خان التمر أحد خانات بغداد القديمة، كان يباع فيه التمر الواصل من البصرة والذي كان يحمل بالسفن التي ترسو عند شريعة المصبغة قرب قهوة الشط.

## الموقع
موقع هذا الخان في شارع النهر بالقرب من الدفتر دار والذي عرف هذا الموضع في اواخر العصر العباسي بباب التمر أو باب سوق التمر.